# Węgry (Bytomsko)
Węgry – część wsi Bytomsko w Polsce, położona w województwie małopolskim, w powiecie bocheńskim, w gminie Żegocina. Wchodzi w skład sołectwa Bytomsko.
W latach 1975–1998 Węgry należały administracyjnie do województwa tarnowskiego.
Nazwa przysiółka Węgry wywodzi się od jego położenia w kotlinie, co powoduje, że latem jest tam tak ciepło jak na Węgrzech.